# Рыночная экономика
Ры́ночная эконо́мика — экономическая система, основанная на принципах предпринимательства, многообразия форм собственности на средства производства, свободного рыночного ценообразования, договорных отношений между хозяйствующими субъектами при минимальном экономическом вмешательстве государства в хозяйственную деятельность и государственном регулировании экономики.
Рыночная экономика — это система организации национальной экономики, основанная на товарно-денежных отношениях, множественности форм собственности, свободной конкуренции производителей и граждан, являющихся собственниками рабочей силы.
В ее рамках функционируют следующие основные рынки:

— товаров и услуг;

— труда;

— финансовых ресурсов;

— землепользования.

По степени государственного регулирования различают рыночную, либеральную и социально ориентированную модели (со значительным вмешательством государства в развитие экономики).

## Определение
Согласно К. Р. Макконнеллу и С. Л. Брю рыночная экономика — экономика, в которой только решения самих потребителей, поставщиков ресурсов и частных фирм определяют структуру распределения ресурсов.
Рыночная система — рынки продуктов и ресурсов и действующие между ними связи, механизм, позволяющий складывающимся на этих рынках ценам распределять редкие экономические ресурсы, обеспечивать информацию о решениях, принимаемых потребителями, фирмами и поставщиками ресурсов, и согласовывать эти решения.
По мнению ряда экономистов, «рынок», под чем принято понимать основанную на свободе договора, ценообразовании по закону спроса и предложения и встречном обороте денежной массы (то есть товарно-денежная рыночная система), представляет собой не более чем одну из исторически обусловленных и исторически приходящих форм товарообмена и товарораспределения.

## Основные черты
Рыночная экономика основана на принципах:
- предпринимательства;
- многообразия форм собственности на средства производства;
- рыночного ценообразования;
- добровольных договорных отношений между хозяйствующими субъектами;
- ограниченного вмешательства государства в хозяйственную деятельность.

Основные черты:
- конкуренция;
- многообразие форм собственности (частной, коллективной, общественной, государственной, муниципальной и общинной);
- полная административная независимость и самостоятельность товаропроизводителя — товаропроизводитель должен быть собственником результатов своего труда;
- свободный выбор поставщиков сырья и покупателей продукции;
- ориентированный на покупателя рынок.

Обладает следующими свойствами:
- рыночное ценообразование не предполагает какого-либо вмешательства государства;
- любое вмешательство государства в экономику является ограниченным.

## Преимущества рыночной экономики
К преимуществам относят:
1. эффективность бизнеса;
2. высокая производительность;
3. систематическое внедрение инноваций для достижения конкурентного преимущества.

## Недостатки рыночной экономики
К недостаткам относят:
1. нестабильность (кризисы, высокая инфляция, циклическая безработица);
2. усиление социального неравенства и неравенства в распределении доходов;
3. малое внимание к малоприбыльным, но необходимым обществу производствам.